# Koding
Koding (connu précédemment sous le nom de « Kodingen ») est un environnement de développement en ligne proposé par Koding, Inc. qui permet aux développeurs de programmer et de collaborer en ligne via un navigateur web sans la nécessité de télécharger des kits de développement.
La plateforme supporte de nombreux langages de programmation.